# Anampses chrysocephalus
Anampses chrysocephalus Randall, 1958 è un pesce osseo marino appartenente alla famiglia Labridae, diffuso nell'oceano Pacifico.

## Descrizione
Presenta un corpo compresso lateralmente, allungato e non particolarmente alto, con la testa piuttosto appuntita. Non supera i 17 cm.
In questa specie il dimorfismo sessuale è molto evidente. Gli esemplari giovani e le femmine sono quasi completamente neri, coperti però su tutto il corpo da puntini bianchi molto piccoli, uno su ogni scaglia. Le pinne sono dello stesso colore del corpo, eccetto la pinna caudale, che è rossa con una fascia bianca attorno al peduncolo caudale. Questa fascia è presente anche nei maschi adulti, la cui pinna caudale ha una colorazione scura.
Nei maschi adulti il corpo ha sempre una colorazione brunastra, ma la testa diventa arancione striata di azzurro, e le macchie lungo il corpo sono anch'esse azzurre. Le labbra sono chiare; la pinna anale e le pinne pelviche presentano delle aree blu e bianche.

## Biologia

### Comportamento
Vive in piccoli gruppi solitamente formati da qualche esemplare femminile ed un maschio dominante.

### Alimentazione
Si nutre di invertebrati bentonici.

### Riproduzione
Come le altre specie del suo genere, è probabilmente ermafrodita proteroginico. Disperde le uova nell'acqua e non sono presenti cure parentali.

## Distribuzione e habitat
È una specie demersale di cui è nota la presenza solo nella catena sottomarina delle Isole delle Hawaii e dell'Atollo di Midway. Vive nelle barriere coralline e su fondali rocciosi fino a 135 m di profondità. Di solito i giovani stanno più vicini alle coste.

## Tassonomia
A causa del marcato dimorfismo sessuale, le femmine di questa specie sono state erroneamente identificate come una specie differente: John E. Randall la descrisse nel 1958 come Anampses rubrocaudatus, nome oggi ritenuto sinonimo di A. chrysocephalus.

## Conservazione
Pur essendo una delle specie del genere Anampses più ricercata e commercializzata per l'acquariofilia, è piuttosto comune nel suo areale, che si sovrappone col Monumento nazionale marino di Papahānaumokuākea; viene quindi classificata come "a rischio minimo" (LC) dalla lista rossa IUCN.